# Циганска клисура
Циганската клисура или Ченгене дервент (на гръцки: Στενά της Τσιγγάνας, на турски: Çingene Derbent) е красив пролом в Егейска Македония, Северна Гърция, последният пролом на река Вардар (Аксиос), преди вливането и в Бяло море. Служи за естествена граница между Ениджевардарско, Кукушко и Гевгелийско.

## Описание
Проломът минава през източните склонове на планината Паяк (Пайко). Започва от север след като реката отмине село Шльопинци (Доганис) и излиза при градовете Ругуновец (Поликастро) и Боймица (Аксиуполи). Дълъг е 10 km.